# Morti nel 1970/Maggio
| Questa pagina contiene informazioni ricavate automaticamente dalle voci biografiche con l'ausilio del template Bio e di un bot. L'aggiornamento è periodico e automatico e ricostruisce completamente la pagina. Se manca una persona in questa lista, sei pregato di non aggiungerla, ma accertati piuttosto che la sua voce biografica contenga il template Bio e che i dati anagrafici siano correttamente compilati. Se il template Bio manca, inseriscilo tu stesso o, in alternativa, metti l'avviso {{tmp\|Bio}} che ne segnala la mancanza. Se i dati riportati sono sbagliati, correggi direttamente la voce biografica; le modifiche saranno visibili in questa lista entro pochi giorni. Per chiarimenti vedi il progetto biografie. La lista contiene solo le 77 persone che sono citate nell'enciclopedia e per le quali è stato implementato correttamente il template Bio. Pagina aggiornata al 3 mar 2024. |

- 1º maggio - Ralph Hartley, scienziato statunitense (n. 1888)
- 1º maggio - Gioacchino Lauro, politico, armatore e dirigente sportivo italiano (n. 1920)
- 2 maggio - Andreas Franz, calciatore tedesco (n. 1897)
- 4 maggio - Domenico Filippone, architetto e urbanista italiano (n. 1903)
- 4 maggio - Piero Pierotti, regista e sceneggiatore italiano (n. 1912)
- 4 maggio - Pietro Vergani, politico, partigiano e sindacalista italiano (n. 1907)
- 5 maggio - Montagu Christie Butler, musicista e esperantista britannico (n. 1884)
- 5 maggio - Edna Mayo, attrice statunitense (n. 1895)
- 5 maggio - Giovanni Battista Picotti, storico italiano (n. 1878)
- 6 maggio - John Beazley, archeologo britannico (n. 1885)
- 6 maggio - Giovanni Giuriati, politico italiano (n. 1876)
- 6 maggio - Dino Liviero, ciclista su strada italiano (n. 1938)
- 6 maggio - Luigi Zoppetti, presbitero e partigiano italiano (n. 1888)
- 7 maggio - Henry Noble MacCracken, docente statunitense (n. 1880)
- 9 maggio - Kiyoo Kanda, calciatore giapponese
- 9 maggio - Miguel Keith, militare statunitense (n. 1951)
- 9 maggio - Walter Reuther, sindacalista statunitense (n. 1907)
- 9 maggio - Oskar Stonorov, architetto, scultore e storico dell'architettura tedesco (n. 1905)
- 10 maggio - Mari Blanchard, attrice statunitense (n. 1927)
- 11 maggio - Johnny Hodges, sassofonista statunitense (n. 1907)
- 11 maggio - Mario Rigatti, aviatore e militare italiano (n. 1910)
- 12 maggio - Władysław Anders, generale e politico polacco (n. 1892)
- 12 maggio - Lau Lauritzen, attore, regista e sceneggiatore danese (n. 1910)
- 12 maggio - Nelly Sachs, poetessa e scrittrice tedesca (n. 1891)
- 12 maggio - Donald Thomson, antropologo e ornitologo australiano (n. 1901)
- 12 maggio - Alois Wotawa, compositore di scacchi austriaco (n. 1896)
- 13 maggio - Alessandro De Stefani, commediografo, scrittore e sceneggiatore italiano (n. 1891)
- 13 maggio - William Dobell, scultore e pittore australiano (n. 1899)
- 13 maggio - Josef Reichert, generale tedesco (n. 1891)
- 14 maggio - Arkadij Viktorovič Belinkov, scrittore e critico letterario sovietico (n. 1921)
- 14 maggio - Billie Burke, attrice statunitense (n. 1884)
- 14 maggio - Charles Fredericks, attore statunitense (n. 1918)
- 14 maggio - Fritz Perls, psicoterapeuta tedesco (n. 1893)
- 14 maggio - Louise Goff Reece, politica statunitense (n. 1898)
- 15 maggio - Arnaldo Fortini, storico, scrittore e avvocato italiano (n. 1889)
- 16 maggio - Salvatore Caronia Roberti, architetto e ingegnere italiano (n. 1887)
- 16 maggio - Pio Maneschi, calciatore italiano (n. 1898)
- 16 maggio - Carmelo Marchese Ragona, funzionario e dirigente sportivo italiano (n. 1903)
- 16 maggio - Alessandro Serenelli, criminale e religioso italiano (n. 1882)
- 17 maggio - Heinz Hartmann, psichiatra e psicoanalista austriaco (n. 1894)
- 18 maggio - Vilmos Engel, calciatore ungherese (n. 1894)
- 18 maggio - Camillo Ugi, calciatore tedesco (n. 1884)
- 19 maggio - Giovanni Pietro Ferrari, scultore italiano (n. 1884)
- 19 maggio - Halvard Lange, politico norvegese (n. 1902)
- 19 maggio - Giovanni Menzani, politico, partigiano e antifascista italiano (n. 1920)
- 19 maggio - Paolo Sturzenegger, calciatore svizzero (n. 1902)
- 19 maggio - Jaroslav Černý, egittologo ceco (n. 1898)
- 20 maggio - Luigi Palmieri, politico italiano (n. 1913)
- 21 maggio - Lucy Fox, attrice statunitense (n. 1897)
- 21 maggio - Vinton Hayworth, attore statunitense (n. 1906)
- 21 maggio - Eusebio Sarasso, calciatore italiano (n. 1892)
- 22 maggio - Delia Akeley, esploratrice statunitense (n. 1875)
- 22 maggio - Goodwin Knight, politico statunitense (n. 1896)
- 22 maggio - Gojmir Anton Kos, pittore sloveno (n. 1896)
- 23 maggio - Andrea Bonifacio, calciatore italiano (n. 1900)
- 23 maggio - Hans Streuli, politico svizzero (n. 1892)
- 23 maggio - William Lloyd Warner, antropologo e sociologo statunitense (n. 1898)
- 24 maggio - Folco Lulli, attore, regista e partigiano italiano (n. 1912)
- 25 maggio - Johann Andres, calciatore austriaco (n. 1887)
- 25 maggio - Giovanni Calò, pedagogista e politico italiano (n. 1882)
- 25 maggio - Christopher Dawson, storico britannico (n. 1889)
- 27 maggio - Ettore Corbelli, calciatore italiano (n. 1885)
- 27 maggio - Rose McConnell Long, politica statunitense (n. 1892)
- 27 maggio - Abdelkhalek Torres, politico, scrittore e giornalista marocchino (n. 1910)
- 28 maggio - Iuliu Hossu, cardinale e vescovo cattolico romeno (n. 1885)
- 28 maggio - Georgi Spirov Najdenov, calciatore bulgaro (n. 1931)
- 28 maggio - Trajko Rajković, cestista jugoslavo (n. 1937)
- 29 maggio - Luigi Grassi, politico italiano (n. 1891)
- 29 maggio - Eva Hesse, scultrice statunitense (n. 1936)
- 29 maggio - Waldemar Pabst, ufficiale e attivista tedesco (n. 1880)
- 30 maggio - Giacinto Artale, politico italiano (n. 1906)
- 30 maggio - Estelle Roberts,  britannica (n. 1889)
- 30 maggio - Haakon Sörvik, ginnasta svedese (n. 1886)
- 31 maggio - Heros Cuzari, avvocato e politico italiano (n. 1919)
- 31 maggio - Manuel Ortiz, pugile statunitense (n. 1916)
- 31 maggio - Terry Sawchuk, hockeista su ghiaccio canadese (n. 1929)
- 31 maggio - Clare Consuelo Sheridan, scultrice, scrittrice e giornalista inglese (n. 1885)